# Zophomyia tibialis
Zophomyia tibialis là một loài ruồi trong họ Tachinidae.